# Kyushu K11W Shiragiku
Kyushu K11W Shiragiku (яп. 機上作業練習機白菊 Кидзё: сагё: рэнсю:ки Сирагику, Тренировочный самолёт боевой подготовки «Белая хризантема») — учебно-тренировочный самолёт Японии.

## Создание
В конце 1940 года на заводе компании Кюсю Хикоки началась разработка нового учебного самолёта. По плану, он должен был заменить собой Mitsubishi K3M. Компания, несмотря на то, что штаб поставил условие о том, что в самолёте должны обучаться сразу все члены экипажа бомбардировщика, выбрала одномоторную компоновку вместо привычной для учебного класса двухмоторной.
Самолёт отвечал всем требованиям и являл собой среднеплан с высоким фюзеляжем. Конструкцией и видом походил на разведчик Hорт Америкэн O-47. Испытания прошли с успехом, и уже в ноябре 1942 года состоялся первый полёт.
Летом 1943 года самолет приняли на вооружение под обозначением «флотский самолет боевой подготовки Сирагику (Белая хризантема) модель II». Кодового обозначения не получил, так как союзническая армия до конца Второй мировой войны этот самолёт ни разу и не увидела..
После 8 января 1945 года часть пилотов переобучалась для «особых атак» камикадзе. Применялись в том числе во время битвы за Окинаву (операция «Кикусуй»).

## Модификации
- K11W1 — самолёт начального обучения экипажей бомбардировщиков.
- K11W2 — транспортный вариант K11W с деревянным силовым набором.
- Q3W1 Nankai — противолодочный самолёт

## ТТХ
Источник данных: http://www.airwiki.org/enc/bww2/k11w.html

Технические характеристики
- Экипаж: 5 человек (пилот и стрелок-радист в кабине, инструктор и курсанты (бомбардир и штурман) в фюзеляже.)
- Длина: 10,24 м
- Высота: 3,93 м
- Масса пустого: 1 677 кг
- Нормальная взлётная масса: 2 640 кг
- Максимальная взлётная масса: 2 800 кг
- Масса топлива во внутренних баках: (480 л в стандартном варианте, около 700 для камикадзе)
- Силовая установка: 1 ×  1 ПД Хитачи ОК2В Амаказе-21
- Мощность двигателей: 1 × 1 х 515 л.с. (1 × 384 кВт)

Лётные характеристики
- Максимальная скорость: 230 км/ч
- Крейсерская скорость: 175 км/ч
- Практическая дальность: 1 760 км
- Практический потолок: 5 620 м
- Скороподъёмность: 155 м/мин (3 000 м за 19 мин 35 сек)

Вооружение
- Стрелково-пушечное:  
  - 1 × 7,7-мм пулемёт Тип-92.
- Бомбы: 2 × 30-кг бомбы для учебных миссий (или 1 × 250-кг для камикадзе)

## Эксплуатанты
Япония
- ВВС Императорского флота Японии: в частности, авиабазы Кочи, Токусима, Ои, Судзука (и отряды камикадзе, сформированные там же).